# Lithophane laticinerea
Lithophane laticinerea là một loài bướm đêm trong họ Noctuidae.